# Raymond Patenôtre
Pour les articles homonymes, voir Patenôtre.
Raymond Patenôtre, né le 31 juillet 1900 à Atlantic City (États-Unis) et mort le 19 juin 1951 à Paris (Seine), est un homme politique et patron de presse français.

## Biographie
Raymond Patenôtre est le fils de Jules Patenôtre (1845-1925), ambassadeur de France à Washington puis à Madrid. Sa sœur, Yvonne, épouse le comte Boniface de Castellane, fils de Boni de Castellane.
Raymond Patenôtre contrôle un groupe de presse important, appelé l'« Omnium républicain de la presse », qui regroupe de nombreux journaux de province, en investissant la fortune qu'il administre avec sa mère, Eléonore Elverson, à partir de 1925. Parmi ces titres, Le Petit Niçois, Le Petit Var, La Sarthe, Le Petit Havrais, La Gazette de Seine-et-Marne, L'Express de l'Est à Épinal, Lyon républicain, ainsi que Le Petit Journal , repris à l'héritier du propriétaire Louis Loucheur. Ce dernier détenait Paris-Midi mais aussi de titres régionaux, La Dépêche de Rouen, Le Journal de Thonon, Le Progrès du Nord et La France de l'Est de Mulhouse. 
Dès son mariage avec Jacqueline Thome, en 1925, il contrôle le Progrès de Rambouillet, propriété de sa belle-mère, qui le soutient pour devenir conseiller général de Rambouillet en 1926, puis député en 1928. Il achète aussi La Gazette de Seine-et-Oise puis noue en 1931 une « amitié durable » avec le président du Conseil, Pierre Laval. A 33 ans, il acquiert le groupe de la Sarthe (La Sarthe et son supplément hebdomadaire, L'Écho Républicain de l'Ouest, ainsi qu'un quotidien diffusé dans la Mayenne, Le Régional de l'Ouest). Il s'empare en 1932, du Petit Var et du Petit Niçois et leur adjoint la même année un grand titre de la presse parisienne, Le Petit Journal.
Ce dernier avait été acquis dès 1919 par le ministre Louis Loucheur. Léon-Prosper Rénier, directeur de l'Agence Havas, avait accepté d'intégrer au club des « Cinq grands » journaux favorisés dans la distribution de la publicité, avec Le Petit Parisien, Le Journal et L'Écho de Paris et Le Matin. Ces deux derniers vont comme le Petit Journal décliner ensuite. Louis Loucheur n'embauche pas de grands reporters au Petit Journal, où il se concentre sur la réduction des coûts, pour afficher des bénéfices, qui fondent de 85 % entre 1928 et 1931, année de la mort de Loucheur. 
Convoité, le Petit Journal est alors racheté trois fois entre 1932 et 1937. Le gendre et héritier de Louis Loucheur, Francis Sarrade dit d'abord non à l'éditeur Fayard et au Parti démocrate populaire, pour finalement céder en juin 1932 la majorité du capital à Raymond Patenôtre, lequel est « associé aux propriétaires de Paris-Midi et Paris-Soir, aux industriels Ferdinand Beghin et Jean Prouvost », représentés par un prête-nom, Henri de Zogheb. Leur augmentation de capital de 17 millions de francs le porte alors de 27,5 à 43,5 millions. Le couple Jacqueline Thome et Raymond Patenôtre ne reste actionnaire de ce titre que de 1934 à 1937 et qu'ils revendent ensuite au Parti social français. 
Ils sont également propriétaires de l'hebdomadaire Marianne, racheté en février 1937 à Gallimard, et de L'Auto, racheté en 1939.
Raymond Patenôtre ne prend pas part au vote du 10 juillet 1940 sur les pleins pouvoirs attribués au maréchal Pétain. Sous l'Occupation, il se réfugie à Lyon où il participe à la relance du journal L'Auto, puis part pour les États-Unis en 1941, déléguant son groupe de presse à Albert Lejeune, qui sera condamné et fusillé à la Libération pour collaboration.

## Carrière politique et positions
Raymond Patenôtre mena une carrière politique très active : 
- Conseiller général de Seine-et-Oise, élu du canton de Rambouillet : 1926-1928; 1935-1940; 1945-1949 ;
- Député indépendant de gauche puis USR de Seine-et-Oise de 1928 à 1940 ;
- Sous-secrétaire d'État à l'Économie nationale du 3 juin 1932 au 9 février 1934 dans les gouvernements Édouard Herriot (3), Joseph Paul-Boncour, Édouard Daladier (1), Camille Chautemps (2) et Édouard Daladier (2) ;
- Ministre de l'Économie nationale du 10 avril 1938 au 15 septembre 1939 dans le gouvernement Édouard Daladier (3), ministère supprimé avec l'entrée en (drôle de) guerre.

Raymond Patenôtre militait notamment pour une réforme monétaire fondée sur le bimétallisme, dénonçant les limites de l'étalon-or. Il s'opposait en cela à Jacques Rueff.
Grand bourgeois fortuné, dépensier et influent, Raymond Patenôtre est un de ces représentants du personnel politico-médiatique de la IIIe République qu'haïssait tant une gauche ou une extrême gauche qui triomphent temporairement avec le Front populaire, qu'une extrême droite anti-parlementaire et autoritaire qui prendra tout aussi provisoirement leur revanche sous Vichy. Il ne pouvait que se tenir à l'écart de l'un comme de l'autre. « En résumé, à droite, on le prenait pour un renégat : à gauche, souvent pour un homme dont la richesse lui permettait d’assouvir ses ambitions. »

## Vie privée
En 1925, Il épouse Jacqueline Thome-Patenôtre, de 6 ans sa cadette, qui sera sous-secrétaire d'État sous la Quatrième République. Le couple a deux enfants, Nelly ou Éléonore, née en 1929, et Éric, né en 1941. Ils divorceront durant la guerre.
Raymond Patenôtre a entre-temps rencontré la comédienne Mireille Balin, avec laquelle il noue une liaison tumultueuse, en octobre 1933. Sa fortune lui permet de couvrir l'actrice de bijoux, de lui offrir un yacht sur lequel ils effectueront d'ailleurs une croisière de plusieurs mois en 1934. Leur relation se détériore pourtant la même année avec le tournage de On a trouvé une femme nue, de Léo Joannon, dans lequel elle apparaît effectivement nue : Raymond Patenôtre lui aurait lancé « Le cinéma ou moi ! », et l'actrice choisit le cinéma. La rupture sera définitivement consommée en 1936.
Il se remarie en 1945 avec Dolorès Delépine (née le 9 mars 1924, dans le 16e arrondissement de Paris) — dite « Lolette » —, avec qui il a deux enfants : Louis-Raymond, dit Muncho (juillet 1945) et Yvonne (janvier 1948). Après sa mort, Dolorès Delépine épousera en secondes noces Félix Gaillard, futur président du Conseil.

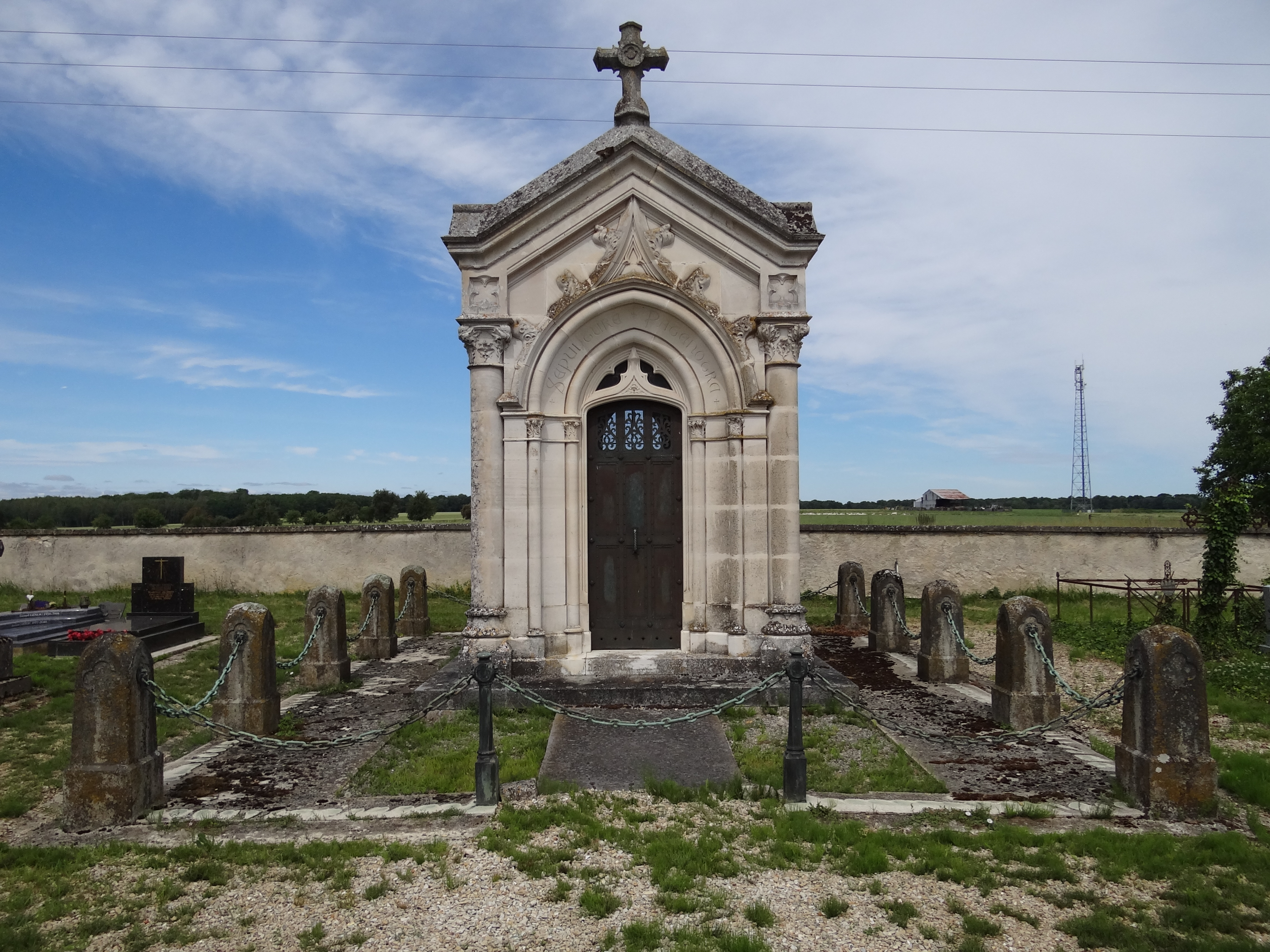
La chapelle funéraire de la famille Patenôtre au cimetière de Baye (Marne).

Il meurt en son domicile, 2 rue Leroux dans le 16e arrondissement de Paris le 19 juin 1951.
La succession considérable de Raymond Patenôtre donne lieu en 1954 à un contentieux civil et pénal entre sa fille aînée, Éléonore Soipion du Roure de Beaujeu, née Patenôtre, et Dolorès Gaillard, née Delépine, qui a deux enfants de lui. Temporairement aplani par un pacte satisfaisant Dolorès Gaillard, il rebondit en 1961, par l'action d'Éléonore du Roure et son mari se jugeant floués du fait de comptes suisses plus ou moins dissimulés, puis par une accusation de tentative d'escroquerie de Dolorès Gaillard en 1962, qui sera déboutée, et enfin par une contre-accusation de dénonciation calomnieuse en 1965, pour laquelle cette dernière sera condamnée.

## Publications
- La Crise et le drame monétaire, préface de Joseph Caillaux, coll. « Documents bleus », Librairie Gallimard, 1932.
- Voulons-nous sortir de la crise ?, Plon, 1934.
- Vers le bien-être par la réforme de la monnaie et du crédit - La misère dans l'abondance, éditions Le Petit Journal, 1936 (critique dans Esprit [6]).

## Hommage
Une rue de Rambouillet est nommée en souvenir de Raymond Patenôtre ainsi que la salle des fêtes de la ville.

### Sources
- « Raymond Patenôtre », dans le Dictionnaire des parlementaires français (1889-1940), sous la direction de Jean Jolly, PUF, 1960 [détail de l’édition]